# Michael Dixon (biatleta)
 Michael Mike Dixon (Fort William, Escocia, 21 de noviembre de 1962) es un biatleta y esquiador de fondo británico. Ha representado a Reino Unido en seis Juegos Olímpicos en esquí de fondo y biatlón. Es solo el séptimo atleta de cualquier país que ha competido en seis Juegos de invierno y es uno de los menos de cincuenta atletas que han competido en al menos seis Juegos Olímpicos.
Es un exingeniero real en las Fuerzas Armadas Británicas, alcanzando el rango de Sargento de Estado Mayor, y actualmente es entrenador de esquí nórdico y biatlón.

## Carrera deportiva
En los Juegos Olímpicos de Sarajevo 1984, compitió como esquiador de fondo, quedando 60.º en los 15 km  y 14.º en el relevo de 4 × 10 km. Poco después, se cambió al Biatlón por el resto de su carrera, compitiendo en su primer evento en el Campeonato Mundial de Biatlón en 1987 en Lake Placid.
En los Juegos Olímpicos de Calgary 1988, ocupó el puesto 21 en el sprint de 10 km, el 13 en los 20 km y el 13 en el relevo de 4 × 7,5 km.
En los Juegos Olímpicos de Albertville 1992, ocupó el puesto 60 en el sprint de 10 km, el 12 en los 20 km y el 18 en el relevo de 4 × 7,5 km. En la carrera de 20 km, fue uno de los tres únicos competidores (incluido el medallista de oro Yevgeniy Redkin) que no perdió ningún objetivo.
En los Juegos Olímpicos de Lillehammer 1994, una enfermedad lo llevó al puesto 54 en los 20 km. Su equipo llegó 17.º en el relevo de 4 × 7,5 km. Fue el abanderado de Gran Bretaña en estos Juegos, como lo sería también en los Juegos de 1998 y 2002.
En lo Juegos Olímpicos de Nagano 1998, llegó al puesto 47 en los 10 km de velocidad y el 33 en los 20 km.

## Vida personal
Está afiliado al 35 Regimiento de Ingenieros, Hameln y al Lochaber Athletic Club. Habla inglés y alemán y disfruta de la fotografía, el piragüismo y los maratones de montaña. Está casado, tiene cuatro hijos y trabaja con patinadores junior y biatletas en Kingussie, Escocia. Su hijo Scott también fue biatleta profesional. También trabaja como orador motivacional e instructor de fitness.